# Сату-Маре (станція)
Сату-Маре — головна залізнична станція в однойменному румунському місті. Побудована 1870 року за проектом Ференца Пфаффа, але сучасний вокзал зведено 1899-го.

## Історія
Угорська Північно-Східна залізниця досягла міста восени 1871 року, коли було завершено відтинок Карей — Сату-Маре головного ходу Дебрецен — Королево.

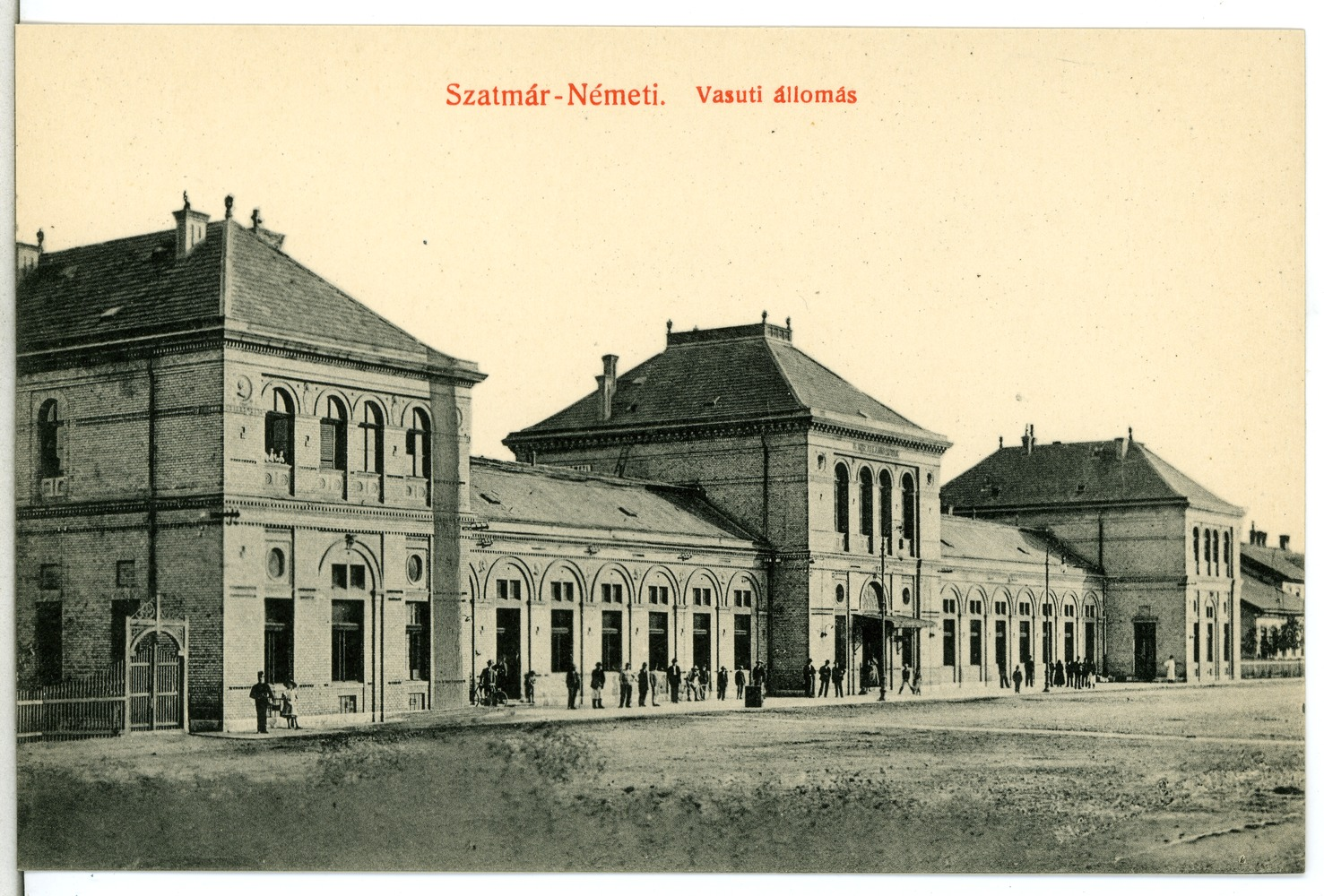
Фото австро-угорської станції Сатмар

## Сполучення
Є вузлом мережі 400-х маршрутів — низки залізничних ліній, котрими північний захід Румунії сполучений з містом Брашов (через станцію проходять лінії 400, 402 та 417). Існує сполучення з усіма великими містами країни і Будапештом.